# Cloruro di acetile
Il cloruro di acetile è un alogenuro acilico, di formula molecolare CH3COCl; può essere assimilato ad una anidride mista tra acido acetico e acido cloridrico.
A temperatura e pressione ambiente è un liquido incolore che reagisce in maniera violenta con l'acqua, idrolizzandosi nei due acidi sopra menzionati. Per questo è un composto irritante e corrosivo e va manipolato con attenzione, sotto cappa.
Viene prodotto per reazione tra l'acido acetico ed il cloruro di tionile
{\displaystyle {\ce {CH3COOH + O=SCl2 -> CH3COCl + SO2 + HCl}}}
e trova impiego come reagente per condurre reazioni di acetilazione, ovvero di inserimento di un gruppo acetile, CH3CO-, su una molecola organica. 
Esempi di acetilazione possono essere trovati nell'esterificazione e nella reazione di Friedel-Crafts acilica.